# Biało-Zielone Ladies Gdańsk
Biało-Zielone Ladies Gdańsk (do 2014 pod nazwą RC Ladies Lechia Gdańsk, RC Mario Ladies Lechia Gdańsk) – polski klub rugby 7 z siedzibą w Gdańsku, założony 1 maja 2009 jako sekcja klubu Lechia Gdańsk, od 2014 oddzielny klub. Od 2011 do 2025 drużyna trenowana przez Janusza Urbanowicza piętnaście razy z rzędu zdobywała mistrzostwo Polski w rugby 7 kobiet.
W 2013 drużyna Mario Ladies Lechia Gdańsk gościła odbywający się w Gdańsku międzynarodowy turniej rugby 7 kobiet Mario Cup 2013.

## Największe sukcesy
- Mistrzostwa Polski w rugby 7 kobiet: 
  - mistrzostwo w 2011, 2012, 2013, 2014, 2015, 2016, 2017, 2018, 2019, 2020, 2021, 2022, 2023, 2024[16], 2025[17]
  - wicemistrzostwo w 2010
  - trzecie miejsce w 2009

## Skład 2018/2019[20]
| Zawodnik             | Pochodzenie |
| -------------------- | ----------- |
| Karolina Jaszczyszyn | Polska      |
| Anna Klichowska      | Polska      |
| Małgorzata Kłos      | Polska      |
| Małgorzata Kołdej    | Polska      |
| Hanna Maliszewska    | Polska      |
| Marlena Mroczyńska   | Polska      |
| Marta Nowosz         | Polska      |
| Natalia Pamięta      | Polska      |
| Oksana Panasenko     | Ukraina     |
| Monika Pietrzak      | Polska      |
| Julianna Schuster    | Polska      |
| Dagna Westfeld       | Polska      |
| Sylwia Witkowska     | Polska      |

## Stadiony

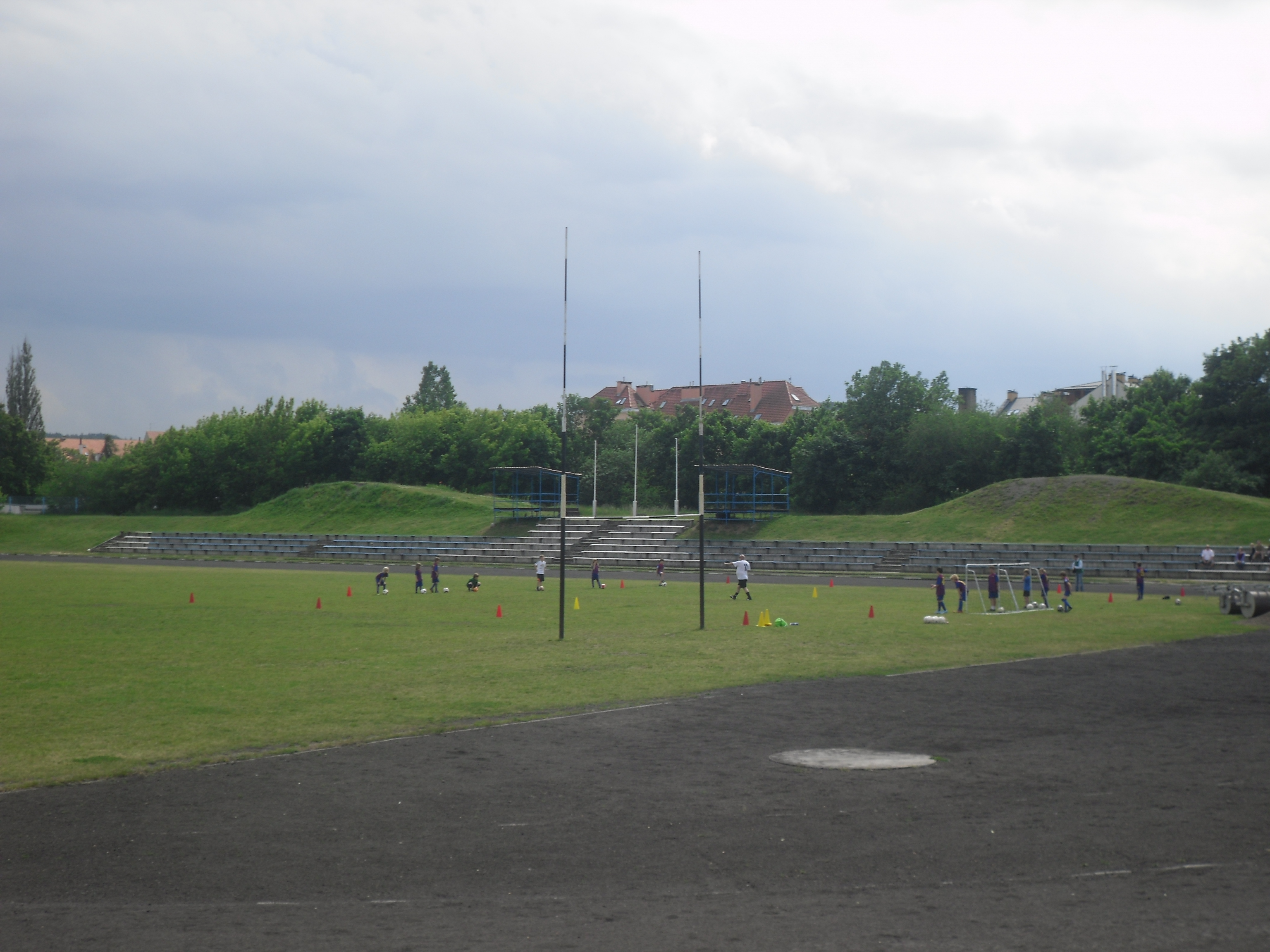
Stadion GOKF Gdańsk

### GOKF Gdańsk
Gdański Stadion Lekkoatletyczny i Rugby (dawniej stadion Gdańskiego Ośrodka Kultury Fizycznej) położony jest przy Al. Grunwaldzkiej 244 w Gdańsku, na pograniczu Strzyży i Oliwy. Stadion położony jest niedaleko przystanku autobusowego Abrahama (linię 122 i 199) oraz pętli tramwajowej Strzyża.

### MOSiR Gdańsk

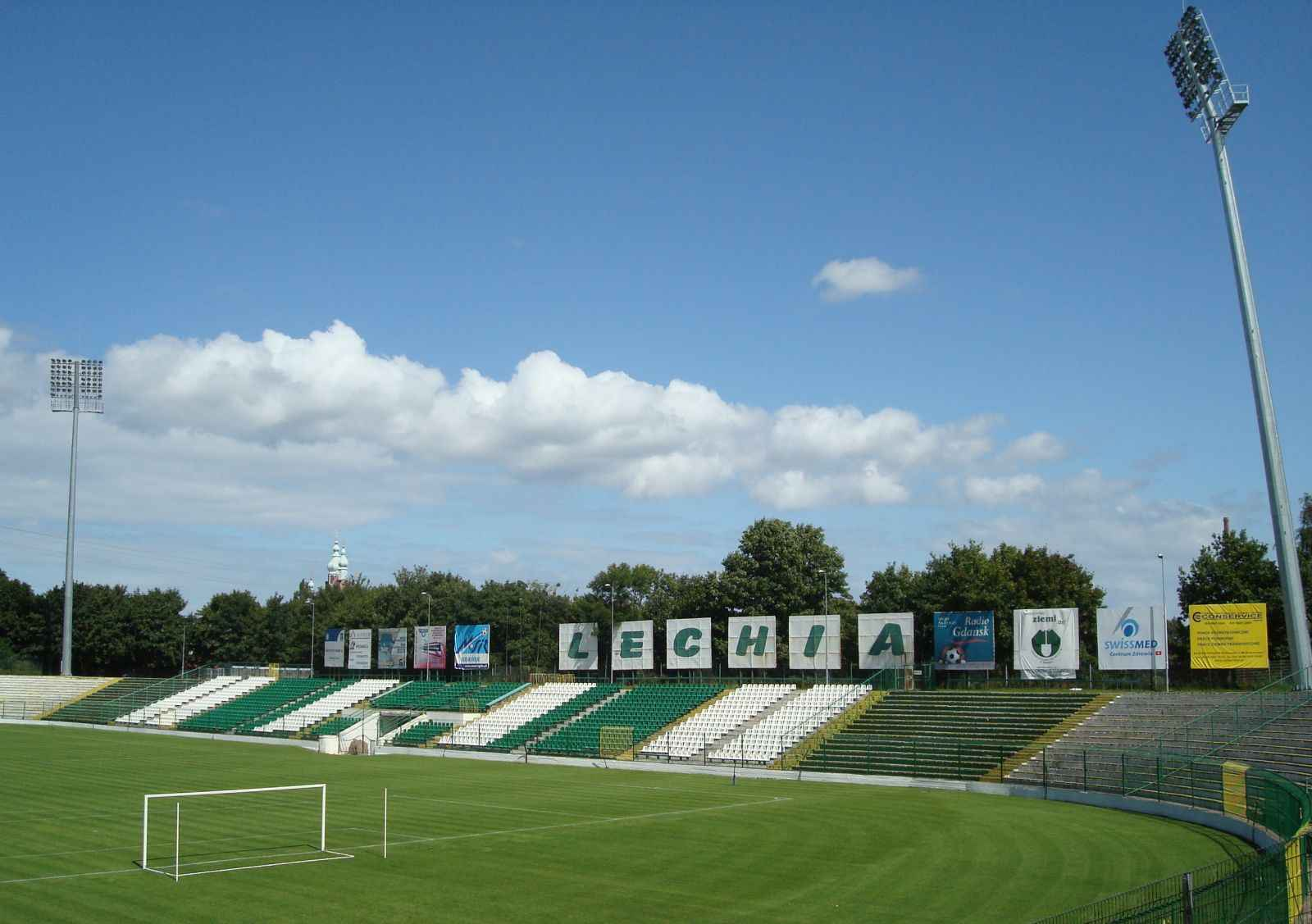
Trybuna prosta

Stadion MOSiR w Gdańsku przy ulicy Traugutta powstał w 1927. Obiekt początkowo nie miał stałego gospodarza. W 1945 po powstaniu klubu BKS Baltia Gdańsk (późniejsza Lechia Gdańsk), klub zaczął użytkować ten obiekt. W latach 2006–2008 obiekt przeszedł ostatnią modernizację. W 2011 sekcja piłkarska Lechii została przeniesiona na nowy stadion PGE Arena Gdańsk.
Pojemność stadionu wynosi 11 811 widzów z czego 315 w sektorze VIP. Obiekt posiada sztuczne oświetlenie oraz podgrzewaną murawę.
Stadion znajduje ok. 600 metrów od Alei Zwycięstwa. Najbliższym przystankiem tramwajowym jest przystanek Traugutta. Natomiast autobusowy UCK, znajdujący się przy ulicy Dębinki.